# Ballettrepetitor
Als Ballettrepetitor [auch: Ballettkorrepetitor, Tanzrepetitor, Tanzkorrepetitor] bezeichnet man einen Korrepetitor, der sich auf die Arbeit mit Balletttänzern oder mit Tänzern im Bereich des Modernen Tanzes/Tanztheaters spezialisiert hat.
Er begleitet das Aufwärmtraining einer Tanzkompanie am Klavier und übernimmt den Part des Orchesters bei der Probenarbeit.
Neben der Beherrschung des Instrumentes und einem ausgeprägten Rhythmusgefühl erfordert die Arbeit im Ballettsaal Kenntnisse der klassischen Balletttechnik und die Fähigkeit zur Improvisation am Klavier: So folgt ein typisches Balletttraining einer ritualisierten Form, in deren Verlauf der Repetitor in der Lage sein muss, den Charakter der jeweiligen Übung spontan musikalisch umzusetzen.